# Johan Axel Palmén
Johan Axel Palmén, född 7 november 1845 i Helsingfors, död 7 april 1919 i Forssa, var en finländsk friherre och zoolog. Han var son till Johan Philip Palmén och halvbror till Ernst Gustaf Palmén.
Palmén blev student vid Kejserliga Alexanders Universitetet i Finland i Helsingfors 1864 samt filosofie licentiat 1874 och filosofie doktor 1875. Han utnämndes till extra ordinarie professor i zoologi 1882 och var ordinarie professor i samma vetenskap 1884–1908. Han utövade en betydelsefull verksamhet i vetenskapens och den fosterländska odlingens tjänst. Först ägnade han sig odelat åt zoologin, främst ornitologin och den jämförande anatomin, på vilka områden han förvärvade sig ett känt namn. Han var lärjunge till Carl Gegenbaur och blev genom sina vetenskapliga publikationer samt sin inflytelserika och intresseväckande verksamhet som universitetslärare en banbrytare för den morfologiska forskningen i sitt hemland. Även genom den av honom med högst betydande ekonomiska uppoffringar grundlagda och underhållna Tvärminne zoologiska station på Hangö udd gjorde han sig synnerligen förtjänt om zoologins studium. 
Som verksam och intresserad medlem samt mångårig ordförande i "Societas pro fauna et flora fennica" liksom genom en till nämnda sällskap gjord donation befrämjade Palmén i hög grad dess strävanden. Han var den förnämste initiativtagaren till grundläggandet av "Sällskapet för Finlands geografi" 1888 och fungerade från början såsom dess sekreterare. Efter hand överflyttades hans intresse alltmer till detta sällskaps verksamhetsområde; han var här den outtröttliga, drivande kraften och bidrog i väsentlig mån till sällskapets snabba utveckling. Honom tillkommer till stor del även förtjänsten om utgivandet av det monumentala verket "Atlas öfver Finland" (1899, ny upplaga 1910). Tack vare Palméns energi blev Adolf Erik Nordenskiölds enastående geografiska bibliotek förvärvat till Finland. 
I sina yngre år studerade Palmén i Heidelberg samt företog särskilda resor i vetenskapligt syfte såväl inom hemlandet (Torneå lappmark) som till utlandet (Österrike, Italien och Norge), varifrån han hemförde rika samlingar. Sommaren 1886 stod han i spetsen för en större naturvetenskaplig expedition till Kolahalvön, vilket dittills föga kända område därigenom öppnats för forskningen. 
Bland hans vetenskapliga publikationer på ornitologins område kan framhållas en omarbetning av senare delen av Magnus von Wrights "Finlands foglar" (1873), Om foglarnas flyttningsvägar (1874; tysk översättning 1876), Die geographische Verbreitung der Hühner-, Sumpf- und Wasservögel im faunistischen Gebiete Finlands (1876), Zur Discussion über die Zugstrassen (1879), Antwort an Herrn E.F. von Homeyer bezüglich der Zugstrassen der Vögel (1882), Bidrag till kännedomen om sibiriska Ishafskustens fogelfauna (i "Vega-expeditionens vetenskapliga iakttagelser", 1887) och Referat über den Stand der Kenntniss des Vogelzuges (1891), bland jämförande anatomiska arbeten Zur Morphologie des Tracheensystems (1877) och Ueber paarige Ausführungsgänge der Geschlechtsorgane bei Insecten (1884) samt Géographie zoologique in: Exposé des travaux géographiques exécutés en Finlande jusqu'en 1895 (vid sjätte internationella geografkongressen i London) och särskilda bidrag i "Atlas öfver Finland" samt redigering av "Societas pro fauna et flora fennicas" Acta, och den av "Sällskapet för Finlands geografi" utgivna serien "Fennia".